# 1973 a légi közlekedésben
Ez a lista az 1973-as év légi közlekedéssel kapcsolatos eseményeit tartalmazza.

## Események

### január
- január 29. – Kyrenia-hegység. Az Egypt air 741-es számú járata, egy Iljushin Il-18D leszállás közben hegyoldalnak csapódott. A gépen utazó 30 fő utas és 7 fős személyzet minden tagja odaveszett a balesetben.[1][2]

### június
- június 3. – A Le Bourget-i kiállításon lezuhan a CCCP-77102-es lajstromszámú, szériagyártású Tu–144Sz, miután a pilóták vészkitérőt hajtanak végre a gépet tudtuk nélkül fényképező Mirage III vadászrepülőgép elől. A hirtelen manővertől a gép kettétörik és lezuhan, a fedélzeten hat fő, a földi becsapódásnál nyolc fő életét veszti.

### augusztus
- augusztus 18. – Baku közelében. Az orosz Aeroflot légitársaság 13-as számú járata, egy Antonov An-24B típusú repülőgép hajtómű meghibásodás miatt alacsonyan szállt, majd egy távvezetéknek csapódott. A gépen utazó 60 utas és 4 fő személyzet közül 56 fő vesztette életét és a 8 túlélő különböző fokú sérüléseket szenvedett.[3]

### november
- november 24. – Sólheimasandur tengerpart. Az Amerikai Egyesült Államok Haditengerészetének Douglas Super DC-3-as típusú repülőgépe pilótahiba miatt kifogyott az üzemanyagból és a tengerparton kényszerleszállást hajtott végre. Az eset során az utasok és a személyzet egyetlen tagja sem vesztette életét. A roncs ma látogatható turisztikai célpont.[4]